# تمرد هانيبال (فلم)
تمرد هانيبال  (بالإنجليزية: Hannibal Rising) هو فيلم رعب تم إنتاجه في الولايات المتحدة وصدر في سنة 2007. أحد الأفلام التي تناولت الطبيب هانيبال ليكتر.

## بطولة
- جاسبارد أوليه
- غونغ لي
- دومينيك واست

## القصة
في بلدة ليتوانيا خلال الحرب العالمية الثانية، يعيش الفتى الثري هانيبال، ويشاهد المذابح التي يرتكبها جنود النازية، ويفر هانيبال وأسرته من القلعة التي كانوا يعيشون بها، بينما تتقدم القوات النازية ليختبئون في كوخ متواضع وتموت امه من جراء قنبلة ولا يتبقي له سوى أخته الصغيرة ، ثم ينتقلون منه إلى مخبأ مؤقت . ويعثر عليهم بعض الجنود الروس ويختبئون معهم , وعانوا جميعهم من البرودة القارصة والجوع الشديد و نقص الغذاء . مما يدفعهم الجوع الي قتل اخته و تناول لحمها .
يهرب هانيبال من الكوخ بعد تدميره بالقنابل ويسلم نفسه الي القوات السوفييتية . يعيش هانيبال بشكل قاسي في ملجا ايتام حتي يهرب منه في وقت لاحق إلى باريس بحثا عن عمه المفقود، ورغم وفاة عمه إلا أن أرملته اليابانية الجميلة ترحب بالفتى للعيش في منزلها، وعلى الرغم من الحب والعطف الشديدين الذي يحظى بهما هانيبال إلا أن الكوابيس المتكررة تطارده ليلا بسبب اخته ويصر علي الانتقام .
يقرر هانيبال الانتقام من مجرمي الحرب، فيلتحق الشاب المضطرب ذهنيا والموهوب دراسيا وأكاديميا بكلية الطب من أجل تعلم المهارات التي سوف تسمح له بالانتقام وتحقيق العدالة. ويقوم بالاقتصاص من الجنود الدموين . الا ان نهاية الفيلم تكشف ان هانيبال أيضا شارك في أكل لحم جسد اخته وانه يقتلهم كي يتخلص من عقدة الذنب .

## الميزانية والإيرادات
بلغت تكلفة إنتاج الفيلم حوالي 50 مليون دولار بينما حقق أرباحا تقدر بـ 82,169,884 دولار.

## اختلاف القصة
اختلفت قصة الفيلم عن الرواية في عدة نقاط وهي :
- الفيلم يظهر ان عم هانيبال مات في الحرب في القصة توضح انه انتقل إلى لتوانيا واحضر هانيبال إلى فرنسا
- الحصان الذي امتلكه هانيبال عندما عاد إلى لتوانيا في الفيلم لم يوضح من اين اتى به في القصة توضح انه سرقه من اسطبلات قلعة ليكتر
- في الفيلم لم يلقَ القبض على هانيبال في القصة تم القبض على هانيبال بعد الأنفجار الذي حدث في سفينة جروتس

## وصلات خارجية
- مقالات تستعمل روابط فنية بلا صلة مع ويكي بيانات

1. ↑  "معلومات عن تمرد هانيبال (فيلم) على موقع play.google.com". play.google.com. مؤرشف من الأصل في 2021-11-05.
2. ↑  "معلومات عن تمرد هانيبال (فيلم) على موقع zweitausendeins.de". zweitausendeins.de. مؤرشف من الأصل في 2016-09-13.
3. ↑  "معلومات عن تمرد هانيبال (فيلم) على موقع svenskfilmdatabas.se". svenskfilmdatabas.se. مؤرشف من الأصل في 2022-01-18.